# Доб (Домжале)
Доб (словен. Dob) — поселення в общині Домжале, Осреднєсловенський регіон, Словенія. 
Висота над рівнем моря: 308,6 м.